# Polyrhachis lamellidens
Polyrhachis lamellidens är en myrart som beskrevs av Smith 1874. Polyrhachis lamellidens ingår i släktet Polyrhachis och familjen myror. Inga underarter finns listade i Catalogue of Life.

## Bildgalleri

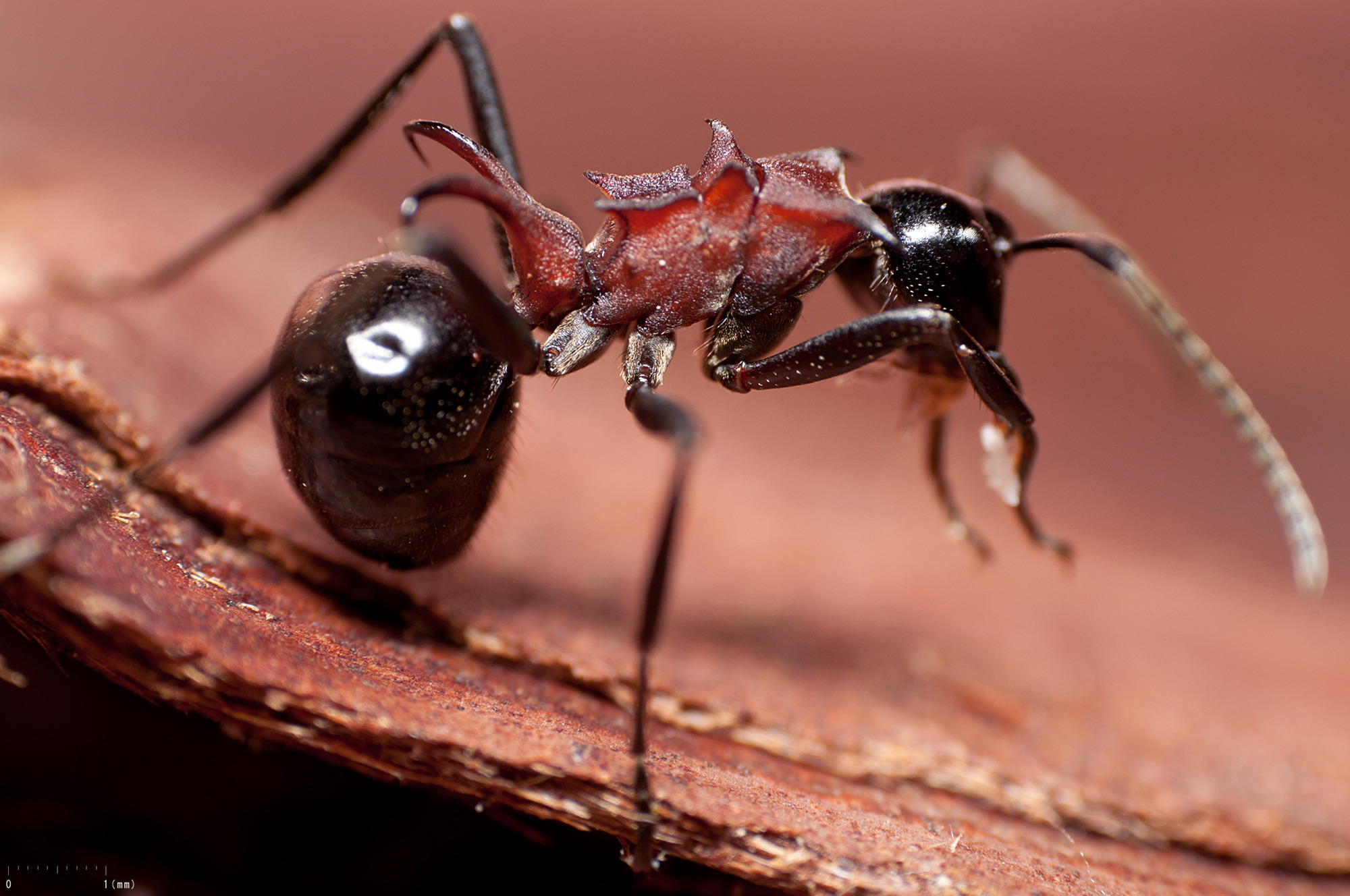